# تپه اطراف شهر سوخته ۲۸۱
تپه اطراف شهر سوخته شماره ۲۸۱ در شهرستان زابل، بخش شیب آب، دهستان لوتک، روستای حومه شهر سوخته، ۱۳/۲ کیلومتری جنوب غربی پایگاه باستانشناسی شهر سوخته واقع شده و این اثر در تاریخ ۲۳ بهمن ۱۳۸۵ با شمارهٔ ثبت ۱۷۳۱۱ به‌عنوان یکی از آثار ملی ایران به ثبت رسیده است.